# Пфистер, Ян
Ян (Иоанн, Иоганн) Пфистер (пол. Jan Pfister) (3 августа 1573, Вроцлав, — 1648, Бережаны) — скульптор немецкой школы, работал во Вроцлаве, Львове и Бережанах. Его работы относятся к позднему ренессансу с элементами маньеризма и раннего барокко.

## Биография
Отец — Георг Пфистер происходил из немецкого города Хайльбронна в провинции Баден. В 1566—1576 гг. отец Яна владел мастерской во Вроцлаве. В семье было 5 детей, кроме Яна известен Каспар, который стал ювелиром. Ян Пфистер родился 3 августа 1573 года. Отец Яна умер рано и мастерскую принял челядник Ганс Гофман, который женился на матери Яна. Вероятно именно он дал Яну Пфистеру первые уроки резьбы по дереву. Сведений про следующие 35 лет жизни скульптура нет. В 1605—1612 гг возможно работал на складе бригады Ганса Шольца при сооружении надгробия Януша Острожского в Тарнуве. Была найдена запись в инвентаризайционном документе львовского купца Яна Домагалича, что в 1612 году Пфистер уже работал во Львове под покровительством Сенявских. В 1615 году работает на Сенявских в Бережанах. Позднее перебирается в Тарнов, где работает над разными заказами, в частности завершает надгробие Острожского. В 1627 году возвращается в Бережаны, где был на службе у Екатерины Сенявской до самой своей смерти.
Большое количество выполненных работ говорит о наличии большого количества челядников (подмастерий).
Весной 1617 года женился на Катерине, которая была дочерью львовского аптекаря Свенткевича. Отметился громким свадебным торжеством во Львове, на которое потратил половину приданого жены. Имел дочь Анну, которая вышла замуж за Варфоломея Ковальковского. В 1620 году родился сын Ян, крестным которого был эпископ Томаш Пиравский. Ян-младший также стал скульптором.
Пфистер считается известнейшим скульптором рубежа XVI—XVII веков, который работал в Русском воеводстве. Работал предпочтительно с мрамором, алебастром, реже с деревом. Его металлические саркофаги семьи Сенявских в каплице Бережанского замка не имеют аналогов в польском искусстве.

## Работы

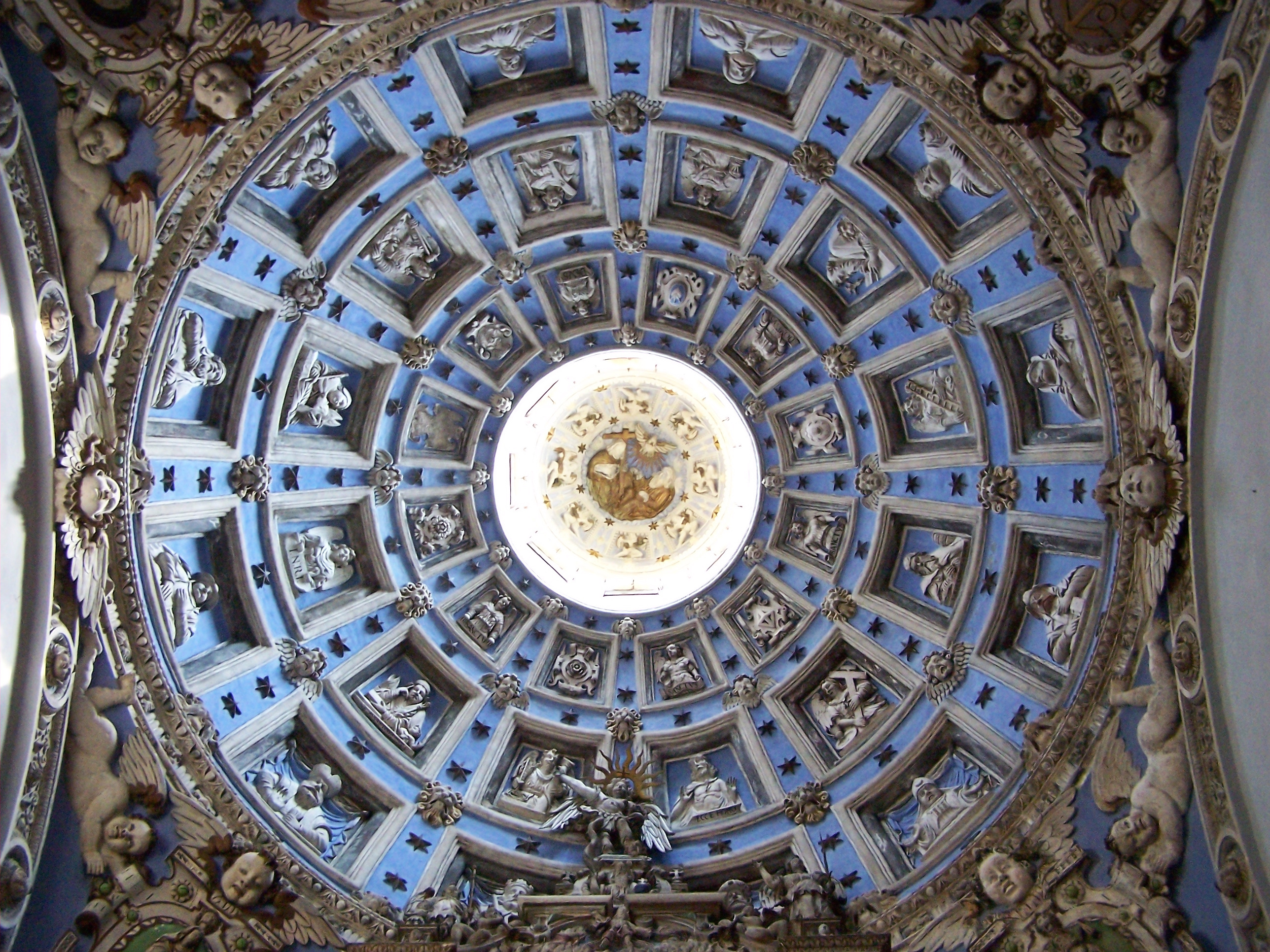
Внутренняя чаша купола часовни Боимов с тремя рядами кессонов со скульптурами работы Я. Пфистера

- Участие в резной декорации часовни Боимов (1609—1611). Выполнил эпитафии Ю. и Я. Боимов и их зятя — Зигмунта Бреслера, а также несколько скульптурных портретов в кессонах купола каплицы.
- Скульптурная декорация интерьеров бернардинского костела во Львове. Авторство приписывается Пфистеру из-за высокого уровня исполнения и близкое знакомство с руководителем строительства Андреасом Бемером.
- Деревянное распятие для алтаря Святого Креста костела иезуитов во Львове (Гарнизонный храм Святых апостолов Петра и Павла) (до 1616 года).
- Надгробие архиепископа Яна Замойского в Латинском соборе (1614). Сбереглось частично.
- Надгробие Яна Свошовского в Доминиканском соборе (ок. 1614) во Львове.
- Надгробие рода Острожских в кафедральной базилике в Тарнуве (1620). В целом авторство приписывается Вильгельму ван ден Блоку, однако под его руководством работала целая бригада мастеров, в частности Пфистер. Это единственная работа, на которой есть подпись «Joannis Pfister wratislawiensis skulptura Anno Dni 1620».
- Надгробие Адама Сенявского (1627) и семьи Сенявских (после 1636—1641) в крепостной часовне в Бережанах. Возможно принимал участие в декорировании скульптурами самого замка (ок. 1615—1619).
- Надгробие Яна Конецпольского (брата Станислава Конецпольского) (ок. 1612) в бывшем костеле Святой Троицы в Олеско.
- Надгробие воеводы русского Ивана Даниловича — деда короля Польши Яна Собеского (ок. 1629) в бывшем костеле Святой Троицы в Олеско.
- Искусствоведы Владислав Лозинский и Владимир Любченко приписывают Пфистеру три рельефа на фасаде часовни Кампианов во Львове. Пфистер также автор барочного навершия надгробий Кампианов в интерьере.
- Вероятно принимал участие в создании главного алтаря латинского кафедрального собора во Львове. По одной из версий, после барочной реконструкции собора в  XVIII веке, фрагменты алтаря переданы Преображенской церкви села Дунаев.